# 瓦氏黑巨口魚
瓦氏黑巨口魚（学名：Melanostomias valdiviae）为輻鰭魚綱巨口鱼目巨口鱼科的其中一種。分布於全球三大洋海域，為深海魚類，棲息深度40-1600公尺，本魚體細長，具一不能伸展且短的吻，短下巴觸鬚有短的擴大部分的終點，體黑色，觸鬚的頂端沒有顏色，體長可達24.1公分。

## 扩展阅读
維基物種上的相關：瓦氏黑巨口魚